# Daïra de Boukadir
La daïra de Boukadir est une daïra d'Algérie située dans la wilaya de Chlef et dont le chef-lieu est la ville éponyme de Boukadir.

## Localisation
La daïra de Boukadir est située au Nord-Ouest de la wilaya de Chlef.

## Communes de la daïra
La daïra de Boukadir est composée de trois communes : Boukadir, Oued Sly et Sobha